# Велицька сільська рада
Велицька сільська рада Велицької сільської об'єднаної територіальної громади (до 2015 року — Велицька сільська рада Ковельського району Волинської області) — орган місцевого самоврядування Велицької сільської громади Волинської області з центром у селі Велицьк.

## Загальна інформація
Перші вибори голови та депутатів ради громади відбулись 28 серпня 2016 року.

## Історія
Колишня адміністративно-територіальна одиниця в Ковельському районі Волинської області.
До 2015 року рада складалась з 12 депутатів та голови — Киричука Валерія Володимировича.
Керівний склад сільської ради
| Ім'я                          | Термін головування | Термін головування | Партія                  | Вік      |
| Ім'я                          | Початок            | Кінець             | Партія                  | Вік      |
| ----------------------------- | ------------------ | ------------------ | ----------------------- | -------- |
| Кропива Микола Олександрович  | 26 березня 2006    | 1 квітня 2007      | Партія відродження села | 66 років |
| Стасюк Юрій Володимирович     | 26 серпня 2007     | 31 жовтня 2010     | Народна партія України  | 69 років |
| Киричук Валерій Володимирович | 31 жовтня 2010     | донині             | Батьківщина             | 59 років |

Примітка: таблиця складена за даними джерела
Населення сільської ради до 2015 року, згідно з переписом населення 2001 року становить 1029 осіб.
| Населенні пункти  | 2001 рік | 1987 рік |
| ----------------- | -------- | -------- |
| Велицьк           | 688      | 720      |
| Кухарі            | 341      | 320      |
| Сукупне населення | 1,029    | 1,400    |

Розподіл населення за рідною мовою за даними перепису 2001 року:
| Мова       | Відсоток |
| ---------- | -------- |
| українська | 99,61 %  |
| російська  | 0,39 %   |